# 老君庙 (朝阳公园)
老君庙，位于北京市朝阳区朝阳公园内，是一座道教宫观。2013年1月，朝阳区文化委员会为“老君庙”立有“北京市朝阳区普查登记文物”牌。

## 简介
老君庙的所在地原来是朝阳区麦子店街道苇子坑村，现在此地已成为朝阳公园。老君庙创建于明末清初，是朝阳区至今发现的唯一一座供奉窑神的道教庙宇。当年，该地是烧制城砖和陶器的窑场，工匠为祭祀窑神太上老君，祈求烧出成品，而建此庙。当时取土烧砖挖出不少窑坑，积存水之后形成了如今朝阳公园内的水碓湖。
中华人民共和国时期，老君庙曾被煤气用具厂的仓库占用。煤气用具厂位于今朝阳公园北部，前身是1956年成立的联合五金工厂。2003年，为建设朝阳公园，煤气用具厂搬迁，部分厂房及工业设施被完整保留下来。2005年，朝阳公园拆迁煤气用具厂的过程中，老君庙被发现，经过文物部门考证为太上老君庙。2008年北京奥运会沙滩排球场施工中，在朝阳区文物部门的指导下，朝阳公园保护性修缮了老君庙。
老君庙现仅存一座正殿，面阔三间，进深一间，东西耳房各两间，正殿墙体的大砖上多印有“通和窑澄浆停城”字样。